# Piazza Matteotti (Napoli)
Piazza Matteotti è una delle piazze monumentali di Napoli, situata nel centro storico cittadino.
Si apre al centro di un moderno quartiere amministrativo-finanziario costruito tra il 1931 e il 1941, dopo la distruzione del rione San Giuseppe-Carità, e si colloca in posizione pressoché centrale tra piazza Carità e via Medina. Chiamata in origine Piazza della Regia Posta prima e Duca d'Aosta poi, nel 1944 viene simbolicamente dedicata a Giacomo Matteotti. Essendo stata costruita durante il regime fascista, la piazza è interamente circondata da architetture monumentali, che si rifanno al gusto dell'arte razionalista: il Palazzo delle Poste (già Palazzo delle Regie Poste), il Palazzo Matteotti (già Palazzo della Provincia), il Palazzo della Questura, la Casa del Mutilato e il Palazzo Troise. Tali opere e la piazza stessa assumono, pertanto, un ruolo storico-artistico molto significativo.

## Storia
La costruzione della piazza risale agli anni Trenta del XX secolo e si inserisce in quella che la "Rivista municipale" presentò nel 1940 come "la più grande opera fascista di risanamento urbano", ovvero la bonifica di un vecchio e popoloso quartiere della città storica, il rione San Giuseppe-Carità.

### Il territorio di Santa Marta

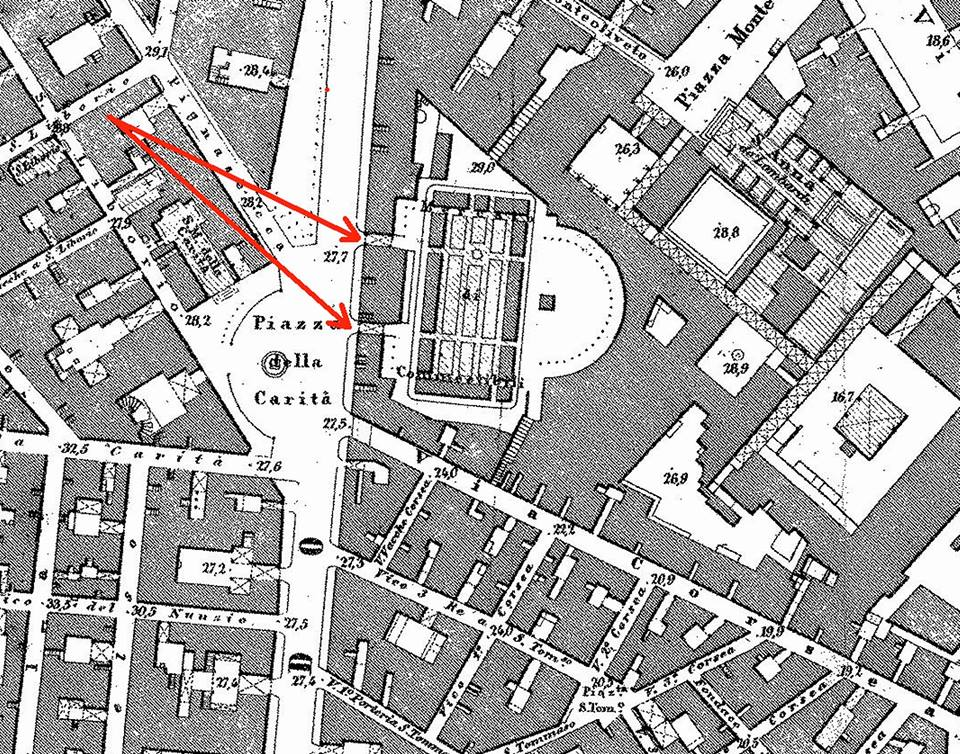
Napoli,dettaglio della zona di piazza Carità e del mercato di Monteoliveto prima dell'abbattimento del quartiere.

L'area interessata, chiamata territorio di Santa Marta, apparteneva ai grandi complessi monastici quattrocenteschi all'interno delle mura aragonesi; si era sviluppata ed urbanizzata, con la costruzione di chiese, chiostri ed abitazioni, fino a divenire, nell'Ottocento, "uno dei luoghi più infetti...una stretta e fetida rete di vicoli". Osservando una cartina attuale del centro storico di Napoli, si può immaginare tale area come delimitata a ovest dalla centrale via Toledo, a est da via Medina e a sud da piazza del Municipio fino alla Corsea, strada parte di un itinerario per le giostre e le corse dei cavalli, cancellata dalla bonifica e corrispondente, per la maggior parte, all'odierna superficie di Piazza Matteotti. Oltre la Corsea trovava posto il grande complesso monastico degli Olivetani, costruito a partire dal 1411, di cui si possono ancora ammirare dei resti, in particolare il chiostro grande e la loggia rinascimentale, tra il Palazzo delle Poste e la caserma dei Carabinieri in via Monteoliveto.

### Il piano di Risanamento di fine Ottocento
Il programma di trasformazione del rione Carità fu ipotizzato già nella seconda metà dell’Ottocento, epoca tra l’altro segnata da notevoli interventi urbani e “sventramenti” di capitali e città europee come Londra, Parigi, Firenze. A seguito della gravissima epidemia di colera scoppiata a Napoli nel 1884, si iniziò a denunciare, infatti, il forte disagio abitativo del quartiere dovuto a condizioni igieniche pessime e ad un intensivo sfruttamento dei suoli. Il programma, inserito successivamente nel piano di Risanamento del 1885, vide la sua effettiva realizzazione, non priva di una serie di importanti modifiche e varianti, solo negli anni Trenta del Novecento. A tal proposito, Paola Cislaghi sottolinea come le ragioni igieniche, legate alla prassi ottocentesca del “taglio risanatore”, non giustificano la successiva opera di sventramento, con cui si obliterarono le memorie storiche dell’intero quartiere. Tuttavia, è bene evidenziare che questi radicali interventi non sono ascrivibili solo all’azione demolitrice e costruttiva del regime fascista, ma sono il risultato di lunghe e discusse teorie urbanistiche già diffusesi alla fine dell’Ottocento.

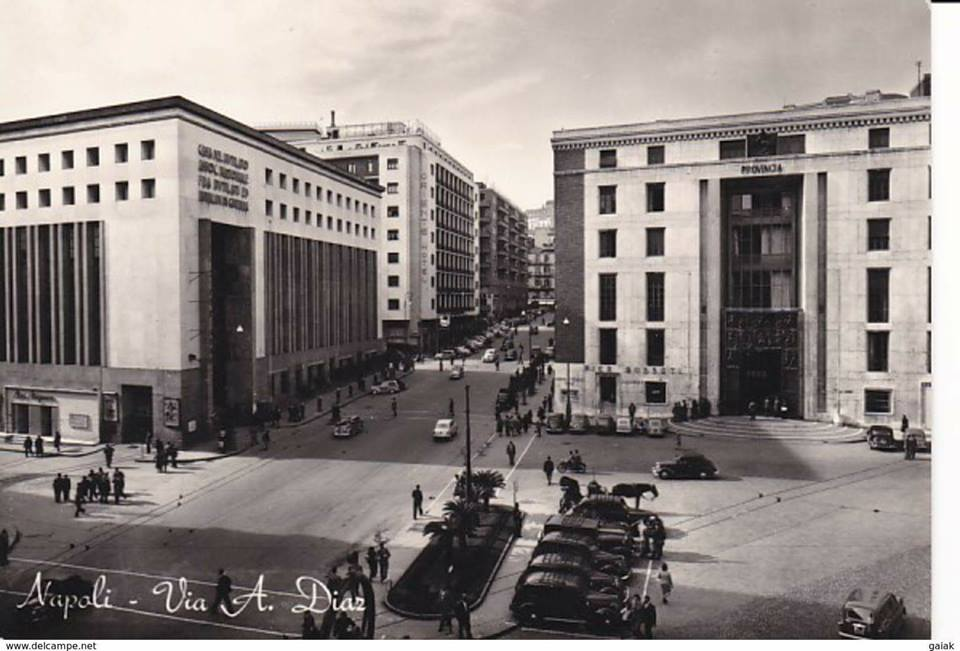
Napoli,1940. Via Diaz e Piazza Matteotti con la Casa del Mutilato (sulla sinistra) e l'ex Palazzo della Provincia.

### La "bonifica" fascista e la nascita dellacitypartenopea
Uno dei primi provvedimenti del regime fascista nel settore delle opere pubbliche fu l’istituzione nel 1925 dell’Alto Commissariato per la Provincia di Napoli. Per lo studio del Piano regolatore della città fu nominata, sin dal ’26, una Commissione presieduta da Gustavo Giovannoni, il quale suggeriva una conservazione integrata dei principali edifici storici. È proprio nel piano redatto dalla Commissione nel ’26 che compare, per la prima volta, la futura Piazza Matteotti, insieme al prolungamento di via Sanfelice, per fare posto alla nuova via Diaz. Il piano definitivo è tuttavia la variante del 1932-34, che prevede lo sventramento totale del vecchio quartiere Corsea-San Giuseppe, per fare posto al nuovo rione Carità. Coordinatore dell’intera operazione fu nominato l’imprenditore e professionista milanese Alessandro Carnelli, il quale si occupò anche dei progetti per alcune opere da edificare (vedi Palazzo Troise). Tra le demolizioni più importanti vi furono quelle delle cinquecentesche chiese di S. Giuseppe Maggiore (situata approssimativamente dove oggi c’è il palazzo della Questura) e di S. Tommaso d’Aquino, l’ottocentesco mercato di Monteoliveto (situato dove oggi sorge il palazzo delle Poste) nonché alcune abitazioni barocche di notevole valore storico-artistico. La zona sgomberata e la nuova rete viaria favorirono la costituzione di un centro direzionale che sarebbe diventato il cuore finanziario della città (la c.d. city partenopea), con poco spazio per le unità abitative: sorsero le Poste, la Questura, la Provincia, la Casa del Mutilato, gli uffici finanziari, l’INA, l’Avvocatura di Stato, l’Ente autonomo Volturno. La Piazza della Regia Posta (futura piazza Matteotti), situata nel centro di questa nuova “cittadella” amministrativo-finanziaria, fu inaugurata nel 1935 assieme alla nuova via Diaz. Il Palazzo delle Regie Poste (’33-’36) ne rappresenta l’elemento di punta. Accanto ad esso trovano posto il Palazzo della Provincia (’34-’36) e un edificio privato, il Palazzo Troise (’34-‘36); mentre, di fronte, l’imbocco della via Guantai Nuovi ha, sui lati, il Palazzo della Questura (’35-’37) e la Casa del Mutilato (’38-’40).

### Dal regime fascista ad oggi

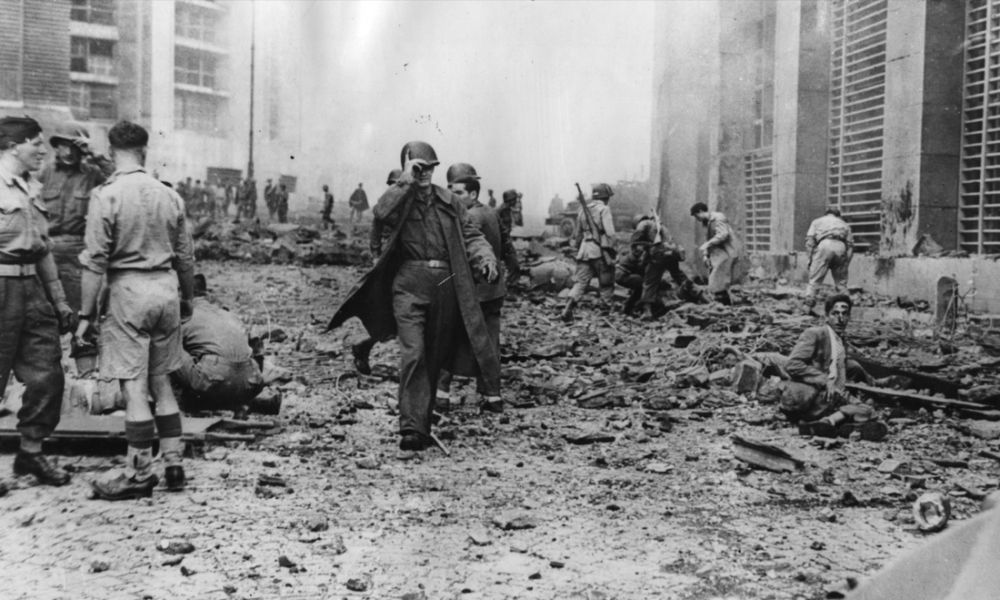
Napoli, 1943. Attacco dinamitardo tedesco al Palazzo delle Poste.

L’aspetto propagandistico della costruzione di questa piazza, durante il regime fascista, è bene esemplificato nelle immagini di un video dell’Istituto Luce. Durante il “ventennio” la piazza ebbe anche un ruolo di raccolta per la propaganda fascista, infatti frequenti erano i comizi tra i palazzi del nuovo regime.
Durante la Seconda guerra mondiale, la piazza fu teatro di numerosi bombardamenti da parte delle forze alleate e di un attentato dinamitardo tedesco, che il 7 ottobre 1943, pochi giorni dopo le quattro giornate di Napoli, fece crollare la parte ovest del Palazzo delle Poste, provocando 30 morti, 84 feriti e numerosi danni. Il grande fotografo di guerra Robert Capa immortalò quello scempio, fissandolo nelle immagini oggi conservate alla mostra dell'International Center of Photography di New York dedicata al reporter americano.
Dopo la caduta del fascismo, nel luglio 1944 la piazza cambiò nome e fu intitolata a Giacomo Matteotti, politico e giornalista antifascista ucciso nel 1924 da una squadra del regime. La scelta fu un vero e proprio schiaffo morale alla dittatura.
L’uso come piazza per i comizi è continuato a persistere fino ai giorni nostri: il 1º maggio, infatti, è il fulcro della festa dei lavoratori con il puntuale comizio dei sindacati confederali.
Oggi la piazza ha in parte perso la destinazione originaria ed è più un luogo di passaggio, uno snodo tra via Toledo e la zona portuale, pur mantenendo sempre le caratteristiche di un luogo simbolo per la città per la sua genesi moderna legata al ventennio fascista e per il desiderio di riscatto e libertà, a cui rimanda la sua attuale intitolazione. Cortei e manifestazioni continuano comunque ad attraversare piazza Matteotti.

## Descrizione
La piazza si presenta come un ampio slargo, con al centro un'aiuola di forma superellittica, dal quale si diramano delle importanti arterie viarie di Napoli, via Cesare Battisti e via Armando Diaz; l’area è inoltre raccordata con via Monteoliveto tramite una scalinata per ovviare al notevole dislivello presente. Tra la Questura e la Casa del Mutilato si apre via dei Guantai Nuovi, l'ingresso al moderno rione.
Le architetture della piazza, presentate di seguito, sono tutte monumentali, come d’altronde prevedeva il regime, con accenni al razionalismo che, da oltre un decennio, imperava in altri Stati europei.

### "Un fronteggiare di giganti dall'aspetto severo"

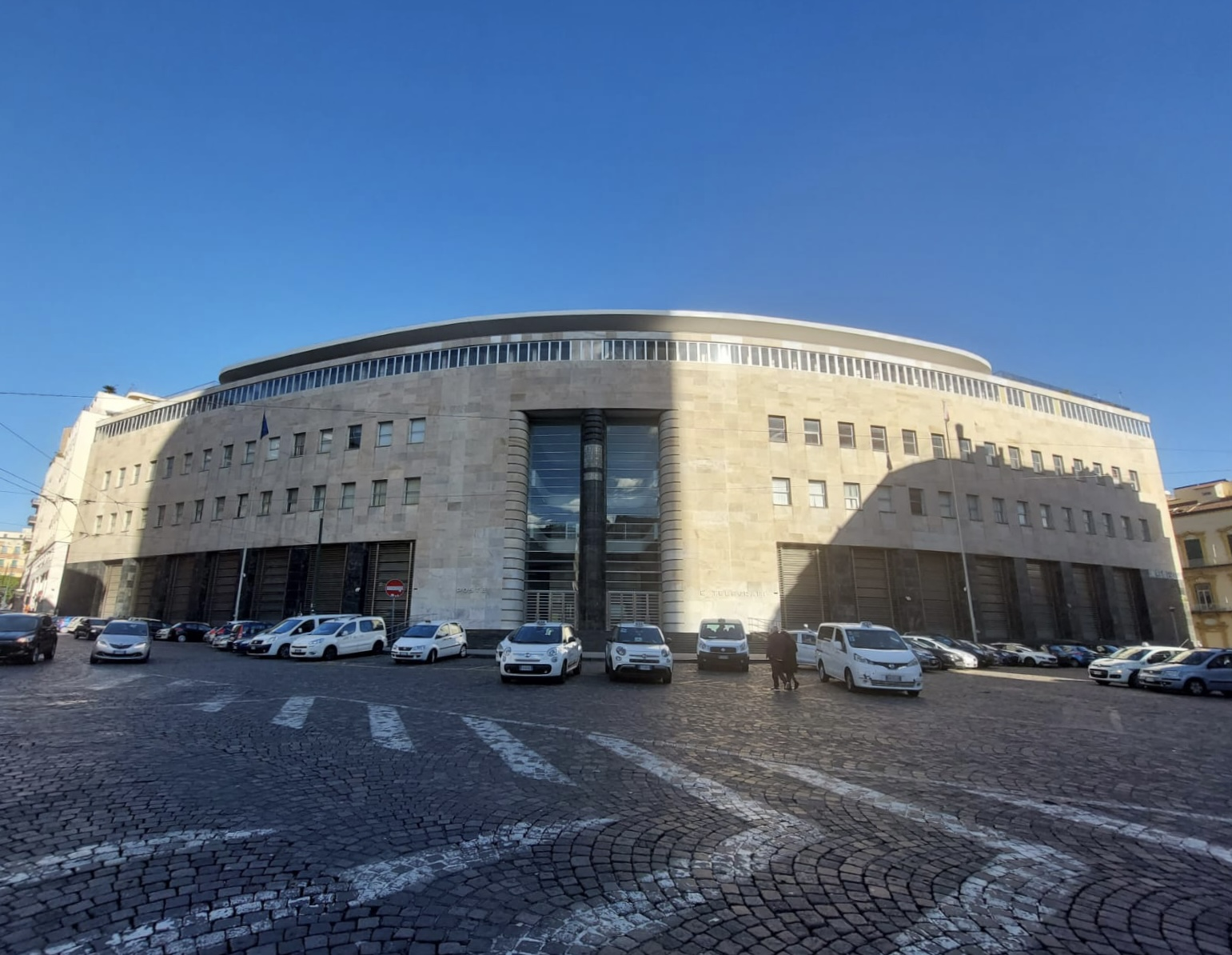
Veduta frontale del Palazzo delle Poste a Napoli in piazza Matteotti.

#### Palazzo delle Poste
Il Palazzo poste e telegrafi (già Palazzo delle Regie Poste) può essere ritenuto l’emblema del nuovo rione Carità e perfetto esempio di architettura razionalista-funzionalista. Fortemente voluto dall’allora ministro delle Comunicazioni, Costanzo Ciano, l’appalto-concorso fu bandito nel 1928, durante la prima “fascistizzazione” del Paese, e vinto dagli architetti Giuseppe Vaccaro e Gino Franzi. Il Palazzo fu inaugurato il 30 settembre 1936 e in esso “l’equilibrio tra razionalità della concezione, perfezione dell’oggetto e qualità della rappresentazione diviene sintesi di modernità e monumentalità”. È anche un palazzo ad elevato contenuto tecnologico per i materiali utilizzati accanto a marmo e granito, come vetrolux, cemento armato, linoleum. Innovativo per gli impianti e gli apparati e i servizi postali presenti al suo interno come la posta pneumatica e i telegrafi. Nell’edificio furono inglobati due dei chiostri dell’antico complesso di Monteoliveto, in particolare il chiostro grande e quello di servizio, che si ergono tutt’ora tra il Palazzo delle Poste e la caserma dei Carabinieri. Oggi il palazzo è sede degli uffici direzionali di Poste italiane per il sud Italia ed ospita, oltre a due grandi uffici postali, la sede centrale dell’Emeroteca Tucci, uno dei più grandi archivi italiani di periodici, bandi e manifesti dal XV secolo ad ora.

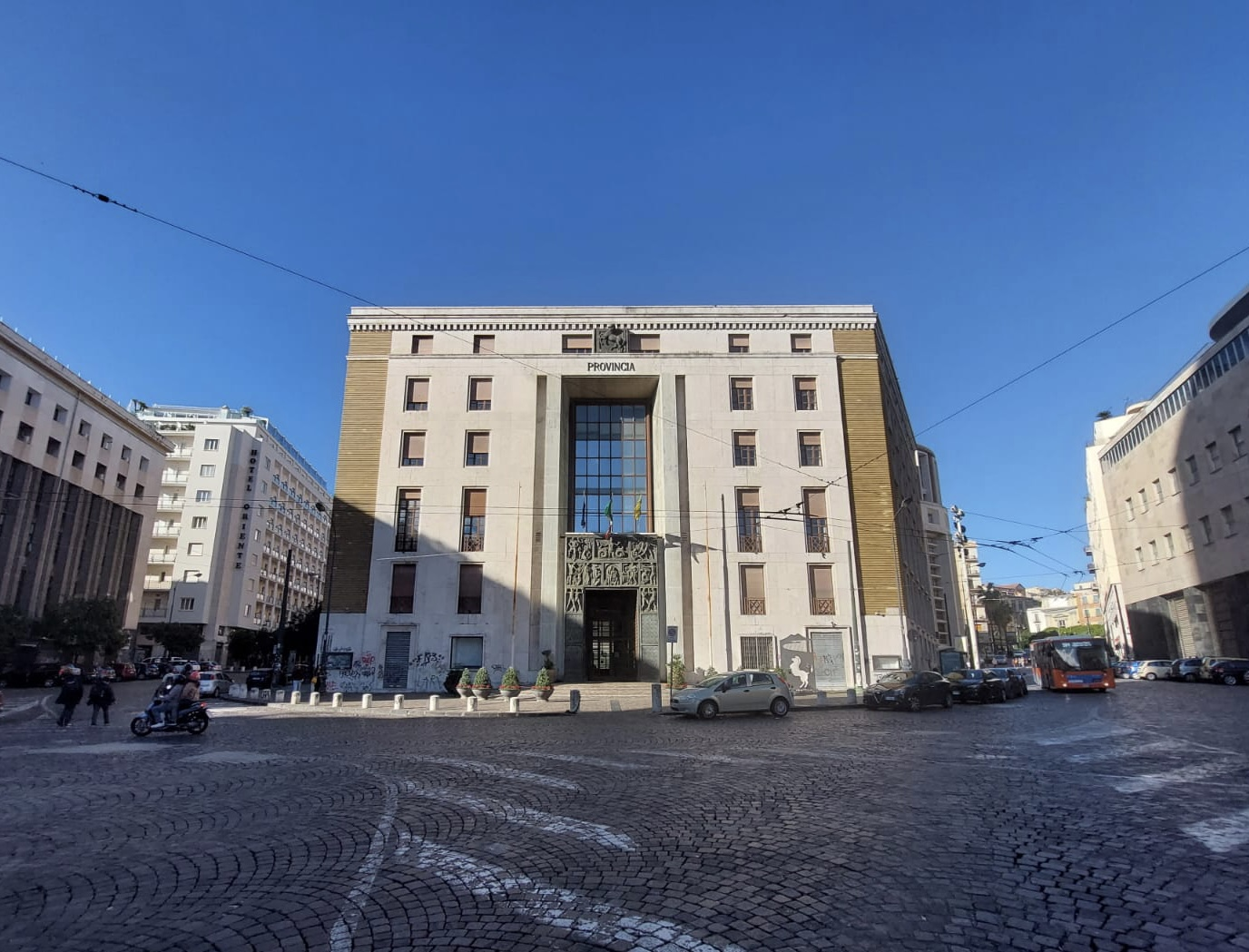
Veduta frontale del Palazzo Matteotti (ex palazzo della Provincia) a Napoli.

#### Palazzo Matteotti
L’ex Palazzo della Provincia (oggi Palazzo Matteotti) fu costruito tra il 1934 e il 1936 su progetto degli architetti Marcello Canino e Ferdinando Chiaromonte, vincitori del concorso bandito per quest’opera nel 1928. Il Palazzo, in piena linea con la corrente razionalista, fu inaugurato il 28 ottobre 1936 per dare una nuova sede istituzionale alla ex provincia di Napoli. Nonostante risolva un delicato nodo urbanistico, l’edificio non sembra riuscire allo stesso livello di altre opere della piazza (in primis il Palazzo delle Poste) e della zona. Oggi è sede istituzionale della Città metropolitana di Napoli.

#### Palazzo della Questura
Il Palazzo della Questura fu progettato probabilmente dall’Ufficio Tecnico dell’Alto Commissariato e realizzato tra il 1935 e il 1937 nell’ambito della ricostruzione del primo lotto del rione Carità. L’edificio, inaugurato solo nel 1940 a causa del riarmo del Paese, che impedì l’acquisizione di materiali da costruzione in ferro, avrebbe dovuto segnare l’ingresso monumentale al nuovo rione, ma, nonostante le imponenti dimensioni, non risulta all’altezza delle altre opere della piazza. Oggi è sede della Questura di Napoli.

#### Casa del Mutilato
L’edificio ex Casa del Mutilato fu eretto tra il 1938 e il 1940 nel punto più rappresentativo dell’allora piazza Duca d’Aosta, al cospetto delle imponenti opere del rione. Il palazzo, inaugurato poco dopo lo scoppio della Seconda guerra mondiale, fu fortemente voluto dall’Associazione Nazionale fra Mutilati ed Invalidi di Guerra e il progetto fu affidato all’ingegnere Camillo Guerra. Il risultato è “un edificio per molti aspetti sobrio e tale da potersi associare al Palazzo delle Poste”. Oggi è sede della fondazione ITS BACT accreditata dal Miur per l’Istruzione Tecnica Superiore e per l’alta formazione professionale.

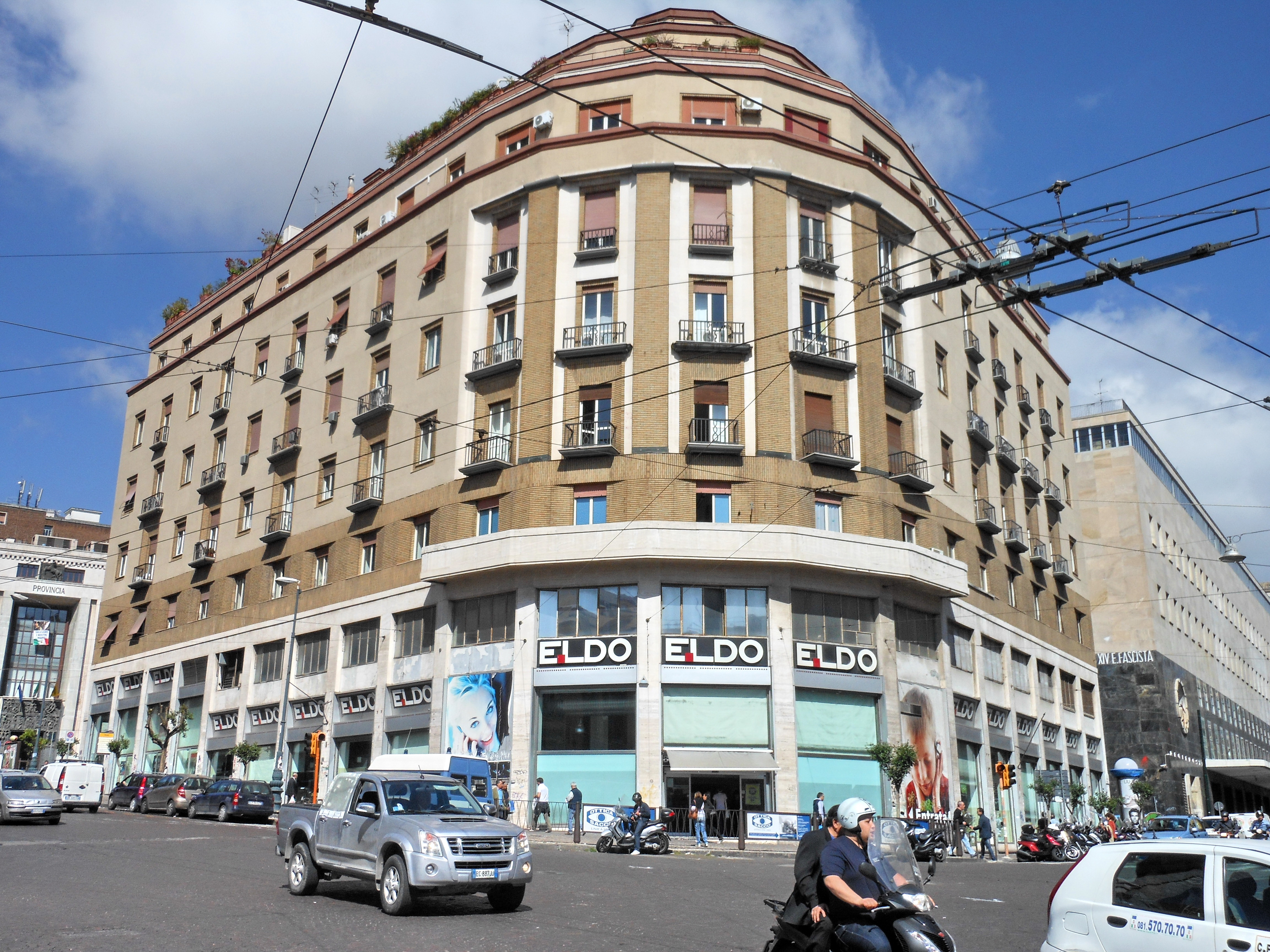
Retro di Palazzo Troise, a Napoli, fotografato da via Medina.

#### Palazzo Troise
Il Palazzo Troise (Troise ne era forse il proprietario), unico edificio privato della piazza, fu costruito tra il 1934 e il 1936 dall’impresa Lucca Hirsch & C. a chiusura della piazza poco prima realizzata e in luogo del cinquecentesco palazzo del principe Medici di Ottaviano. La progettazione fu eseguita dall’Ufficio tecnico dell’impresa costruttrice e attribuita ad Alessandro Carnelli. Definito “paracarro” da Mussolini in persona, la costruzione dell’edificio fece sorgere notevoli polemiche, dal momento che ostacolava la visione del capolavoro della piazza, il Palazzo delle Poste. Se ne discusse anche l’abbattimento, ma il podestà del tempo, Giovanni Orgera, decise di completarlo per via dei costi di demolizione troppo elevati. Storica sede dei magazzini UPIM, oggi al suo interno ospita il consorzio UnicoCampania.